# Henri Junior Ndong
Henri Junior Ndong Ngaleu (Bitam, 1992. augusztus 23. –) gaboni válogatott labdarúgó, a francia AJ Auxerre hátvédje.

## Pályafutása

### A válogatottban
2011 óta 16 alkalommal szerepelt a gaboni válogatottban és egy gólt szerzett. Tagja volt a 2012-es londoni olimpián részt vevő csapatnak.